# Mexikanische Fußballnationalmannschaft

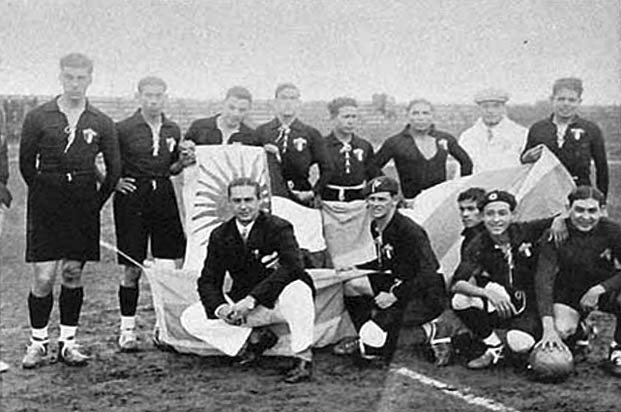
Die mexikanische Nationalmannschaft vor ihrem ersten WM-Spiel am 13. Juli 1930, das 1:4 gegen Frankreich verloren wurde.

Die mexikanische Fußballnationalmannschaft (spanisch Selección de fútbol de México, Nahuatl Mexko xoteololoh olocholistli) zählt zu den stärksten Nationalmannschaften der CONCACAF. Sie repräsentiert die Federación Mexicana de Fútbol Asociación.

## Geschichte
Das erste Länderspiel der Mexikaner fand am 1. Januar 1923 im Rahmen einer Reise nach Guatemala statt und wurde von Mexiko gegen den Gastgeber mit 3:2 gewonnen. Der zweite Vergleich am 4. Januar ging mit 3:1 an Guatemala und der dritte Vergleich am 7. Januar mit 4:1 an Mexiko. Bei dieser Reise gab es noch keine mexikanische Nationalmannschaft im eigentlichen Sinn. Vielmehr wurde Mexiko allein durch die Mannschaft des Club América vertreten, die Mexiko zwar offiziell vertrat, aber alle Spieler dieser ersten Reise einer mexikanischen „Nationalmannschaft“ stellte.
Zwischen dem 9. und 16. Dezember 1923 kam es dann zu den „Rückspielen“, als Guatemala der mexikanischen Hauptstadt einen Gegenbesuch abstattete und ebenfalls drei Gastspiele absolvierte. Die ersten beiden Begegnungen wurden von Mexiko gewonnen (2:1 und 2:0), das dritte Spiel endete 3:3. Bei diesen Vergleichen stellte der Club América zwar erneut die mit Abstand meisten Spieler, aber nicht mehr die komplette Formation. In allen drei Spielen wirkten Roberto Jardón und Mauro Guadarrama (Torschütze im ersten Spiel) von Necaxa und in den ersten beiden Begegnungen zudem Cornelio „Coneja“ Cuevas vom Club México mit.
Sieben Spieler des Club América bestritten alle sechs Begegnungen: Torwart Ignacio de la Garza, die Verteidiger Rafael Garza Gutiérrez und Pedro Legarreta, Mittelfeldspieler Enrique Esquivel sowie die Stürmer Carlos Garcés, Horacio Ortiz und Adeodato López; der mit sechs Treffern erfolgreichste Torjäger in diesen Begegnungen, dem sogar zweimal ein „Doppelpack“ gelang.
Die übrigen vier Spieler der Mexiko-Reise vom Januar 1923 waren die Mittelfeldspieler José Andrade und Pablo Sarré sowie die Stürmer Humberto Garza Ramos und José Díaz Izquierdo, dem in der ersten Begegnung am 1. Januar 1923 nach 26 Minuten der Führungstreffer zum 1:0 und somit der erste Treffer in der Geschichte der mexikanischen Nationalmannschaft gelang.
Bei den Spielen im Dezember 1923 wirkten ferner die Americanistas Luis García Besné (Stürmer) sowie Agustín Ojeda und Aurelio Yáñez (beides Mittelfeldspieler) mit, die jeweils ein- bzw. zweimal zum Einsatz kamen.

### Die ersten Pflichtspiele
Die nächsten Länderspiele absolvierte Mexiko erst 1928 im Rahmen des olympischen Fußballturniers in Amsterdam, wo man allerdings deutlich unterlag. Bestand die mexikanische Nationalmannschaft gegen Spanien (1:7) noch aus acht Spielern des Club América, waren es im zweiten Spiel gegen Chile (1:3) „nur“ noch sechs.
Zu weiteren Länderspielen kam es erst im Rahmen des ersten WM-Turniers 1930, das auf Einladung des Gastgebers Uruguay stattfand und für das noch keine Qualifikationsspiele erforderlich waren. Mexiko unterlag in allen Spielen mit jeweils drei Toren Unterschied; mit 1:4 gegen Frankreich, 0:3 gegen Chile und 3:6 gegen Argentinien.
Erst im Rahmen der WM-Qualifikation 1934 kam es zu drei weiteren Vergleichen der Nationalmannschaft, die alle im März 1934 gegen Kuba (3:2, 5:0 und 4:1) ausgetragen wurden. Das letzte und entscheidende Qualifikationsspiel fand am 24. Mai 1934 in Rom gegen Mexikos Erzrivalen USA statt und wurde mit 2:4 verloren, was gleichbedeutend mit Mexikos Nichtteilnahme an der WM 1934 war.

### Der erste Titel
Als Nächstes war Mexiko im Frühjahr 1935 bei den III. Zentralamerikanischen Meisterschaften in El Salvador im Einsatz, die man – mit fünf Siegen in fünf Spielen und der überzeugenden Torbilanz von 29:5 – absolut dominierte. Es war der erste Titel einer mexikanischen Nationalmannschaft, die fast ausnahmslos aus Spielern der zu jener Zeit als Once Hermanos bekannten Mannschaft von Necaxa gebildet wurde. In den ersten vier Begegnungen wirkten jeweils neun Necaxistas mit und im entscheidenden letzten Spiel gegen den stärksten Konkurrenten Costa Rica (2:0) bot Trainer Alfred C. Crowle sogar zehn Spieler des amtierenden mexikanischen Meisters auf.
Folgende 14 Spieler hatten aktiven Anteil an diesem Erfolg:
| Nr. | Pos. | Spieler             | Einsätze | Tore | Verein   |
| --- | ---- | ------------------- | -------- | ---- | -------- |
|     | TW   | Raúl Estrada        | 3        | 0    | Necaxa   |
|     | TW   | Alfonso Riestra     | 2        | 0    | Asturias |
|     |      |                     |          |      |          |
|     | AB   | Antonio Azpiri      | 5        | 0    | Necaxa   |
|     | AB   | Lorenzo Camarena    | 5        | 0    | Necaxa   |
|     |      |                     |          |      |          |
|     | MF   | Ignacio Ávila       | 5        | 0    | Necaxa   |
|     | MF   | Felipe Rosas        | 5        | 1    | Atlante  |
|     | MF   | Guillermo Ortega    | 3        | 0    | Necaxa   |
|     | MF   | Miguel Pizano       | 2        | 0    | Necaxa   |
|     |      |                     |          |      |          |
|     | ST   | Vicente García      | 5        | 3    | Necaxa   |
|     | ST   | Hilario López       | 5        | 9    | Necaxa   |
|     | ST   | Julio Lores         | 5        | 7    | Necaxa   |
|     | ST   | Tomás Lozano        | 5        | 4    | Necaxa   |
|     | ST   | Luis Pérez          | 3        | 3    | Necaxa   |
|     | ST   | Luis García Cortina | 2        | 2    | España   |

Hinweis: Das Sortierkriterium innerhalb jedes Mannschaftsteils erfolgt zunächst nach Anzahl der Einsätze und bei gleicher Einsatzzahl nach Alphabet des Familiennamens.

### Die Vorkriegsjahre
Es vergingen erneut zweieinhalb Jahre, ehe Mexiko weitere Länderspiele bestritt. Diese wurden zunächst im Rahmen der WM-Qualifikation 1938 ausgetragen, bekamen im Nachhinein aber den Charakter von Freundschaftsspielen, weil Mexiko aufgrund der weiten Reise nach Frankreich auf die Teilnahme an der WM 1938 verzichtete. In den drei Spielen vom September 1937 hatte Mexiko sich eindrucksvoll mit 7:2, 7:3 und 5:1 gegen das Auswahlteam der USA durchgesetzt.
Im Februar 1938 war Mexiko auch bei den in Panama ausgetragenen IV. Zentralamerikanischen Meisterschaften erfolgreich und verteidigte seinen drei Jahre zuvor gewonnenen Titel. Dieser Titelgewinn und die vorwiegend durch den Zweiten Weltkrieg verursachte neuneinhalbjährige Länderspielpause fiel zusammen mit einer entscheidenden Veränderung in der Struktur des mexikanischen Fußballs, der 1943 vom Amateurstatus in den Profistatus wechselte, was auch die Schaffung einer landesweiten Profiliga zur Folge hatte. Für die Nationalmannschaft bedeutete dieser Wechsel in der Realität, dass sie ab 1947 erstmals aus Spielern aller Landesteile zusammengestellt wurde. Bisher wurde die Nationalmannschaft ausschließlich aus Spielern gebildet, die bei in Mexiko-Stadt beheimateten Vereinen unter Vertrag standen.

### Die Nachkriegsjahre
Die nächsten Länderspiele Mexikos fanden erst im Juli 1947 im Rahmen der ersten NAFC-Meisterschaft statt und wurden gegen die USA (5:0) und Kuba (3:1) gewonnen. Bestand die Nationalmannschaft bis 1938 ausschließlich aus Spielern von Hauptstadtvereinen, wirkten in diesen Spielen nun auch mehrere Spieler aus anderen Landesteilen mit. So stand Torwart Raúl Landeros beim CD Tampico unter Vertrag, der Mannschaftskapitän Alfonso Montemayor und der Stürmerstar Adalberto „Dumbo“ López kamen vom Club León und insgesamt vier der in diesen beiden Begegnungen eingesetzten Spieler aus Guadalajara: Antonio Flores von Atlas Guadalajara und drei (Max Prieto, Rodrígo Ruiz und Javier de la Torre) von Deportivo Guadalajara; jenes Vereins, der mittlerweile bei WM-Turnieren (Stand 2010) die meisten Nominierungen vorzuweisen hat (vgl. untenstehende Tabelle).
Von den Hauptstadtvereinen waren im Juli 1947 folgende Spieler im Einsatz: Salvador Arizméndi, Alberto Medina und Miguel Ángel Segura (alle Atlante) sowie Sergio Bravo, Julián Durán und Carlos Septién (alle España).
Bemerkenswert ist, dass auch nach Einführung des Profifußballs Freundschaftsspiele der Nationalelf zunächst noch eine seltene Angelegenheit blieben. Die ersten wurden im Vorfeld der WM 1950 im Estadio Olímpico Universitario von Mexiko-Stadt gegen Spanien (1:3 und 0:0) ausgetragen. Bei der WM 1950 nahm Mexiko teil, verlor aber wie 1930 alle drei Begegnungen.

### Die 1950er und 1960er Jahre
Bei der WM 1954 wiederholte sich das typische mexikanische „Schicksal“: einer absolut ungefährdeten Qualifikation (8:0 und 4:0 gegen Haiti, 4:0 und 3:1 gegen die USA) folgte das erneute Vorrunden-Aus nach zwei Niederlagen gegen Brasilien (0:5) und Frankreich (2:3).
Auch bei der WM 1958 schied Mexiko bereits nach der Vorrunde aus und unterlag deutlich gegen Schweden (0:3) und Ungarn (0:4), konnte aber beim 1:1 gegen Wales seinen ersten Punktgewinn der WM-Geschichte feiern.
Die WM 1962 sah die bis dahin beste mexikanische Nationalmannschaft bei einer Weltmeisterschaft. Im Eröffnungsspiel trotzte man lange den Brasilianern, ehe diese doch noch mit 2:0 gewannen; aber eben nicht mehr so deutlich wie 1950 und 1954, als Mexiko gegen denselben Gegner mit 0:4 bzw. 0:5 unterlag. Das zweite Gruppenspiel gegen Spanien wurde durch ein Last-Minute-Goal unglücklich mit 0:1 verloren, bevor „el Tri“ im letzten Gruppenspiel, ausgerechnet gegen den späteren Vizeweltmeister Tschechoslowakei, der erste Sieg bei einer WM überhaupt gelang. Der 3:1-Sieg bedeutete zugleich den Sprung auf Platz drei der Tabelle, so dass Mexiko erstmals überhaupt eine WM nicht als Gruppenletzter beendete, wenngleich diese Tatsache nichts am erneuten Vorrunden-Aus änderte.
Auch die WM 1966 beendete die mexikanische Auswahl auf dem vorletzten Vorrundengruppenplatz und wusste bei ihren drei Auftritten so zu überzeugen, dass die Times ihr berechtigte Hoffnungen für die 1970 im eigenen Land ausgetragene Weltmeisterschaft bescheinigen konnte: „Die Spieler aus dem Land der Azteken haben ihr Können unter Beweis gestellt und gezeigt, dass sie intelligent und bissig spielen können. Es dürfte klar sein, dass diese Mannschaft bei der WM in Mexiko zu den besten Teams gehören wird.“

### Die 1970er und 1980er Jahre
Die 20 Jahre zwischen 1970 und 1990 sahen eine sehr wechselhafte Geschichte der mexikanischen Nationalmannschaft, die in den 1950er und 1960er Jahren an jedem WM-Turnier teilgenommen hatte, aber stets nach der Vorrunde ausgeschieden war. In dem besagten Zeitraum war Mexiko zweifacher Gastgeber einer Fußball-Weltmeisterschaft: für 1970 hatte man den Zuschlag rechtzeitig erhalten, 1986 sprang man kurzfristig für den eigentlich geplanten Gastgeber Kolumbien ein, bei dem es organisatorische Probleme gegeben hatte. Bei diesen beiden Turnieren konnte die mexikanische Nationalmannschaft sich jeweils für das Viertelfinale qualifizieren: 1970 blieb Mexiko am längsten ohne Gegentor (insgesamt 294 Minuten), und 1986 scheiterte „el Tri“ erst im Elfmeterschießen gegen Deutschland.
So positiv die beiden Turniere als Gastgeber verliefen, so negativ waren die übrigen WM-Jahre in diesem Zeitraum: 1974 scheiterte Mexiko (trotz eines 1:0-Sieges im direkten Vergleich) gegen Haiti, weil „el Tri“ gegen Guatemala und Honduras nicht über ein 0:0 bzw. 1:1 herausgekommen war und gegen Trinidad & Tobago mit 0:4 verloren wurde. Auch 1982 wurde die Qualifikation verpasst, von fünf Spielen in der CONCACAF-Endrundengruppe nur eins gewonnen! An der WM 1990 durfte Mexiko nicht teilnehmen, weil die Mannschaft von der FIFA 1988 für zwei Jahre suspendiert wurde, nachdem sich der mexikanische Verband bei der Qualifikation für die Olympischen Spiele in Seoul nicht an die vorgeschriebenen Altersgrenzen der Spieler gehalten hatte. Außerhalb der beiden Turniere im eigenen Land, für die man als Gastgeber automatisch qualifiziert war, konnte Mexiko sich in dem beschriebenen Zeitraum von 20 Jahren nur einmal auf sportliche Weise für ein WM-Turnier qualifizieren; doch bei der WM 1978 in Argentinien erzielte „el Tri“ das schlechteste Ergebnis seiner WM-Geschichte: nach Niederlagen gegen Tunesien (1:3), Deutschland (0:6) und Polen (1:3) belegte man den letzten Platz der Vorrundengruppe mit 2:12 Toren und 0 Punkten.

### Die neueste Entwicklung
Bei allen Weltmeisterschaften zwischen 1994 und 2018 erreichte Mexiko stets das Achtelfinale. Der größte Erfolg der Nationalmannschaft war der Gewinn des FIFA Confederations Cup 1999.
Ende September 2010 kam es zu einer Spielerrevolte innerhalb der Nationalmannschaft. Nach einem Freundschaftsspiel gegen Kolumbien wurden Spieler öffentlich von Fußball-Direktor De La Torre gerügt und zwei sogar für sechs Monate gesperrt. Kapitän Rafael Márquez und zwölf weitere Spieler veröffentlichen daraufhin einen Protestbrief, um auf die „feindliche und überhebliche“ Behandlung aufmerksam zu machen. Sie erklärten vorerst nicht mehr für Mexiko spielen zu wollen.

### Sonstiges
Beim CONCACAF Nations Cup/Gold Cup konnte Mexiko insgesamt zehnmal den Titel holen (1965, 1971, 1977, 1993, 1996, 1998, 2003, 2009, 2011 und 2015). Bis auf die Meisterschaften 1985 und 1989 hat die Mannschaft jedes Mal teilgenommen.

## Teilnahme Mexikos an den Olympischen Spielen
| 1900 bis 1924     | nicht teilgenommen |
| 1928 in Amsterdam | 1. Runde           |
| 1936 in Berlin    | nicht teilgenommen |
| 1948 in London    | Achtelfinale       |

Nach 1948 hat die A-Nationalmannschaft nicht mehr teilgenommen, die Olympiamannschaft nahm 1964, 1968, 1972, 1976, 1992, 1996, 2004 und 2012 teil. Bei den Spielen im Jahr 2012 konnte die mexikanische Olympiamannschaft mit einem 2:1-Sieg über Brasilien die Goldmedaille gewinnen. Das bis dahin beste Ergebnis war das Erreichen des 4. Platzes 1968. Das Spiel im Aztekenstadion zwischen Gastgeber Mexiko und Japan sahen 105.000 Zuschauer, das ist die bisher höchste Zuschauerzahl in der Geschichte der olympischen Fußballturniere.
1988 wurde die qualifizierte Mannschaft disqualifiziert, da Mexiko bei der CONCACAF U-20-Meisterschaft vier ältere Spieler eingesetzt hatte.
Siehe auch: Mexikanische Fußballnationalmannschaft/Olympische Spiele

## Teilnahme Mexikos an der Fußball-Weltmeisterschaft
Mexiko nahm bisher siebzehnmal an Weltmeisterschaften teil und hält dabei einige Rekorde:
- Mexiko hat die meisten Qualifikationsspiele bestritten: 186 (Stand: 2. Februar 2022)
- Längste Niederlagenserie: 9 verlorene Spiele nacheinander von 1930 bis 1958.
- Die meisten Niederlagen: 27 Niederlagen in 57 Spielen[8]
- Mexiko spielte am häufigsten (5-mal) im Eröffnungsspiel bzw. ersten Spiel einer Weltmeisterschaft (zuerst 1930, zuletzt 2010)
- Mexiko schied am häufigsten im Achtelfinale aus: 7× in ununterbrochener Reihenfolge (1994 bis 2018)
- Der mexikanische Torhüter Antonio Carbajal und der Abwehrspieler Rafael Márquez gehören neben Lothar Matthäus (1982–1998) und Gianluigi Buffon (1998–2014) zu den Spielern, die an fünf WM-Turnieren teilnahmen. Er ist auch der Torhüter mit den meisten Gegentoren: 25 in 11 Spielen zwischen 1950 und 1966, davon nur ein Spiel ohne Gegentor.

| Jahr | Gastgeberland  | Teilnahme bis …    | Letzte(r) Gegner                  | Ergebnis | Trainer                   | Bemerkungen und Besonderheiten |
| ---- | -------------- | ------------------ | --------------------------------- | -------- | ------------------------- | --- |
| 1930 | Uruguay        | Vorrunde           | Frankreich, Argentinien, Chile    | 13.      | Juan Luque de Serrallonga | Nach drei Niederlagen als Gruppenletzter ausgeschieden. Das Spiel gegen Frankreich gilt als erstes WM-Spiel, auch wenn gleichzeitig das Spiel zwischen den USA und Belgien stattfand. Im Spiel gegen Argentinien verwandelte Manuel Rosas den ersten Elfmeter bei einer WM. |
| 1934 | Italien        | nicht qualifiziert |                                   |          |                           | Im unmittelbar vor der WM in Rom ausgetragenen Qualifikationsspiel gegen die USA ausgeschieden. |
| 1938 | Frankreich     | nicht teilgenommen |                                   |          |                           | |
| 1950 | Brasilien      | Vorrunde           | Brasilien, Jugoslawien, Schweiz   | 12.      | Octavio Vial              | Nach drei Niederlagen als Gruppenletzter ausgeschieden. |
| 1954 | Schweiz        | Vorrunde           | Brasilien, Frankreich             | 13.      | Antonio López Herranz     | Nach Niederlagen gegen Vizeweltmeister Brasilien und Frankreich als Gruppenletzter ausgeschieden. |
| 1958 | Schweden       | Vorrunde           | Schweden, Wales, Ungarn           | 16.      | Antonio López Herranz     | Nach Niederlagen gegen den Gastgeber und den Vizeweltmeister Ungarn und einem Remis gegen Wales als Gruppenletzter ausgeschieden. |
| 1962 | Chile          | Vorrunde           | Brasilien, Spanien, CSSR          | 11.      | Ignacio Trelles           | Nach Niederlagen gegen Weltmeister Brasilien und Spanien und einem Sieg gegen den späteren Vizeweltmeister Tschechoslowakei als Gruppendritter ausgeschieden. |
| 1966 | England        | Vorrunde           | Frankreich, England, Uruguay      | 12.      | Ignacio Trelles           | Nach zwei Remis gegen Frankreich und Uruguay und einer Niederlage gegen den Gastgeber und späteren Weltmeister als Gruppendritter ausgeschieden. |
| 1970 | Mexiko         | Viertelfinale      | Italien                           | 6.       | Raúl Cárdenas             | Erstmals überstand Mexiko die Gruppenphase einer WM. Das 4:0 gegen El Salvador ist bis heute der höchste WM-Sieg Mexikos und der höchste Sieg bei der WM 1970. |
| 1974 | Deutschland    | nicht qualifiziert |                                   |          |                           | In der Qualifikation in der 2. Runde an Haiti gescheitert, das sich 1974 zum bisher einzigen Mal qualifizieren konnte. |
| 1978 | Argentinien    | Vorrunde           | Tunesien, Deutschland, Polen      | 16.      | José Antonio Roca         | Ohne Punktgewinn als Gruppenletzter ausgeschieden. Das 0:6 gegen Deutschland ist die höchste WM-Niederlage Mexikos, die höchste Niederlage bei der WM 1978 und für Deutschland der einzige Sieg bei der WM in Argentinien. |
| 1982 | Spanien        | nicht qualifiziert |                                   |          |                           | In der Qualifikation im Finalturnier an Honduras und El Salvador gescheitert. |
| 1986 | Mexiko         | Viertelfinale      | Deutschland                       | 6.       | Bora Milutinović          | Niederlage im Elfmeterschießen gegen den späteren Vizeweltmeister. |
| 1990 | Italien        | nicht teilgenommen |                                   |          |                           | Von der FIFA 1988 für zwei Jahre suspendiert, nachdem sich der mexikanische Verband bei der Qualifikation für die Olympischen Spiele in Seoul nicht an Altersgrenzen der Spieler gehalten hatte. |
| 1994 | USA            | Achtelfinale       | Bulgarien                         | 13.      | Miguel Mejía Barón        | Niederlage im Elfmeterschießen, womit sich Bulgarien für die Achtelfinalniederlage 1986 revanchieren konnte. |
| 1998 | Frankreich     | Achtelfinale       | Deutschland                       | 13.      | Manuel Lapuente           | 1:2-Niederlage durch zwei Tore von Klinsmann und Bierhoff in der Schlussviertelstunde |
| 2002 | Südkorea/Japan | Achtelfinale       | USA                               | 11.      | Javier Aguirre            | Zwei erfolgreiche Konter der US-Amerikaner und die Abschlussschwäche der Mexikaner sorgten dafür, dass am Ende der Außenseiter ins Viertelfinale einzog. |
| 2006 | Deutschland    | Achtelfinale       | Argentinien                       | 15.      | Ricardo La Volpe          | Nachdem Márquez die Mexikaner bereits früh in Führung gebracht hatte, die bald von Crespo egalisiert wurde, sorgte das Tor von Maxi Rodríguez in der Verlängerung für das Weiterkommen des Favoriten |
| 2010 | Südafrika      | Achtelfinale       | Argentinien                       | 14.      | Javier Aguirre            | Mexiko spielte zum fünften Mal im Eröffnungsspiel und stellte damit einen neuen Rekord für die Teilnahme am Eröffnungsspiel auf. Zudem stellte Mexiko einen neuen Rekord für das Ausscheiden im Achtelfinale auf: Zum fünften Mal war dort Schluss für Mexiko. |
| 2014 | Brasilien      | Achtelfinale       | Niederlande                       | 10.      | Miguel Herrera            | In der Qualifikation belegte Mexiko in der 4. Runde nur den 4. Platz und musste in den Interkontinentalvergleichen gegen Neuseeland antreten. Dort konnte sich die Mannschaft durch zwei Siege für die WM qualifizieren. In der Gruppenphase der Endrunde traf Mexiko im ersten Spiel auf Kamerun, dann wie 1950 und 1962 auf Brasilien und zum Abschluss der Gruppenphase wie 2002 auf Kroatien.                                                                                                   |
| 2018 | Russland       | Achtelfinale       | Brasilien                         | 12.      | Juan Carlos Osorio        | In der CONCACAF-Qualifikation qualifizierte sich Mexiko am viertletzten Spieltag der fünften Runde, in der man gegen Costa Rica, Honduras, Panama, Trinidad & Tobago und die USA antreten mussten, vorzeitig für die WM-Endrunde. In Russland überstand die Mannschaft die Gruppenphase – unter anderem mit einem Sieg gegen Titelverteidiger Deutschland. Im Anschluss jedoch folgte eine 0:2-Niederlage gegen Brasilien, die Mexiko zum siebten Mal in Folge im WM-Achtelfinale ausschieden ließ. |
| 2022 | Katar          | Vorrunde           | Polen, Argentinien, Saudi-Arabien | 22.      | Gerardo Martino           | Mexiko musste erst in der dritten Runde der Qualifikation eingreifen und qualifizierte sich durch ein 2:0 gegen El Salvador am letzten Spieltag für das Endturnier. Nach einem 0:0 gegen Polen, verlor man mit 0:2 gegen Argentinien, sodass auch ein 2:1-Sieg gegen Saudi-Arabien im letzten Gruppenspiel nicht mehr zum Weiterkommen reichte. |

### Vereine mit WM-Spielern
Die nachstehende Übersicht führt alle mexikanischen Vereine auf, von denen mindestens ein Spieler für ein WM-Turnier nominiert wurde. Die Zahlen unter dem jeweiligen WM-Jahr zeigen, wie viele Spieler des entsprechenden Vereins im jeweiligen WM-Kader standen. In der Gesamtspalte erscheint die Anzahl aller WM-Nominierungen des entsprechenden Vereins, was jedoch nicht mit der Anzahl der Spieler gleichzusetzen ist, weil einige Spieler mehrfach nominiert wurden (so macht Antonio Carbajal mit fünf WM-Einsätzen allein beinahe ein Drittel der insgesamt 16 Nominierungen des Club León aus) und einige von ihnen auch für diverse Vereine (zum Beispiel Isidoro Díaz 1962 und 1966 für Guadalajara und 1970 für León). Maßgeblich für die Zuordnung ist immer die Vereinszugehörigkeit während des WM-Turniers.
Die Nennung der Vereine erfolgt nach der Anzahl der Nominierungen und bei Gleichstand gemäß alphabetischem Sortierkriterium. Spitzenreiter ist der mexikanische Rekordmeister América mit 51 Nominierungen (lediglich 1958 war von ihm kein Spieler dabei), gefolgt von seinem Erzrivalen CD Guadalajara mit insgesamt 47 Nominierungen (lediglich bei der allerersten WM 1930 sowie bei den Weltmeisterschaften 2014 und 2018 wurde kein Spieler dieses Vereins nominiert).
Während bis einschließlich 1978 noch alle Spieler bei mexikanischen Vereinen unter Vertrag standen, war der 1986 bei Real Madrid unter Vertrag stehende Hugo Sánchez Mexikos erster WM-Legionär. War die Zahl der für ein WM-Turnier nominierten mexikanischen Fußball-Legionäre bei den nächsten Turnieren auch weiter noch gering (1994 waren es zwei und 1998 ein Spieler), wuchsen diese (über jeweils vier in den Jahren 2002 und 2006) auf zuletzt neun (2010) bzw. acht (2014) Spieler an, was bereits einen Anteil von rund 40 Prozent am Gesamtkader ergibt. Für die WM 2018 wurden erstmals mehr Legionäre (15) als bei einheimischen Vereinen unter Vertrag stehende Spieler (8) einberufen. Dieser Trend wurde 2022 gestoppt, als 16 Spieler des 26-Mann-Kaders bei einem mexikanischen Verein unter Vertrag standen und nur 10 bei einem ausländischen Verein.
| Verein             | 1930 | 1950 | 1954 | 1958 | 1962 | 1966 | 1970 | 1978 | 1986 | 1994 | 1998 | 2002 | 2006 | 2010 | 2014 | 2018 | 2022 | Gesamt |
| ------------------ | ---- | ---- | ---- | ---- | ---- | ---- | ---- | ---- | ---- | ---- | ---- | ---- | ---- | ---- | ---- | ---- | ---- | ------ |
| América            | 6    | 3    | 1    | –    | 2    | 1    | 5    | 5    | 7    | 2    | 7    | 2    | 3    | 1    | 4    | 2    | 3    | 54     |
| CD Guadalajara     | –    | 3    | 2    | 6    | 7    | 5    | 2    | 2    | 1    | 2    | 4    | 2    | 6    | 5    | –    | –    | 2    | 49     |
| U.N.A.M.           | –    | –    | –    | –    | –    | 5    | 4    | 4    | 6    | 3    | 1    | 1    | –    | 3    | –    | 1    | –    | 28     |
| Cruz Azul          | –    | –    | –    | –    | –    | –    | 5    | 2    | 1    | 1    | 2    | 2    | 3    | 1    | 2    | 1    | 2    | 22     |
| D. Toluca FC       | –    | –    | 1    | 4    | 2    | –    | 1    | 3    | –    | 2    | 2    | 2    | 1    | –    | 3    | 1    | –    | 22     |
| Atlante            | 6    | 1    | 3    | 1    | 1    | –    | 2    | 1    | 1    | 3    | 1    | –    | –    | –    | –    | –    | –    | 20     |
| Necaxa / A.E. 1    | 2    | 2    | 3    | 2    | 3    | –    | 1    | 1    | –    | 2    | 2    | 1    | –    | –    | –    | –    | –    | 19     |
| Atlas Guadalajara  | –    | 2    | 2    | 2    | 2    | 4    | –    | –    | –    | 1    | 1    | 1    | 2    | –    | –    | 1    | –    | 18     |
| León FC            | –    | 2    | 2    | 3    | 1    | 1    | 1    | 1    | –    | 1    | –    | –    | –    | –    | 3    | –    | 1    | 16     |
| CF Monterrey       | –    | –    | –    | –    | 1    | –    | –    | –    | 1    | –    | 1    | 1    | 3    | –    | –    | –    | 5    | 12     |
| Oro de Guadalajara | –    | 1    | 3    | –    | 2    | 3    | –    | –    | –    | –    | –    | –    | –    | –    | –    | –    | –    | 09     |
| UANL Tigres        | –    | –    | –    | –    | –    | –    | –    | 1    | 3    | –    | –    | –    | –    | 1    | 2    | 2    | –    | 09     |
| CD Marte           | 3    | 2    | 2    | –    | –    | –    | –    | –    | –    | –    | –    | –    | –    | –    | –    | –    | –    | 07     |
| CF Pachuca         | –    | –    | –    | –    | –    | –    | –    | –    | –    | –    | –    | 4    | –    | 1    | –    | –    | 2    | 07     |
| CD Zacatepec       | –    | –    | 1    | 2    | 1    | 2    | –    | –    | –    | –    | –    | –    | –    | –    | –    | –    | –    | 06     |
| Puebla FC          | –    | 2    | 1    | –    | –    | –    | –    | –    | –    | –    | –    | 1    | –    | –    | –    | –    | –    | 04     |
| Santos Laguna      | –    | –    | –    | –    | –    | –    | –    | –    | –    | 1    | –    | 2    | –    | –    | 1    | –    | –    | 04     |
| CD Veracruz        | –    | –    | –    | –    | –    | 1    | 1    | –    | –    | 1    | –    | –    | –    | 1    | –    | –    | –    | 04     |
| Tecos de la U.A.G. | –    | –    | –    | –    | –    | –    | –    | –    | 1    | 1    | –    | –    | 1    | –    | –    | –    | –    | 03     |
| RC España          | –    | 2    | –    | –    | –    | –    | –    | –    | –    | –    | –    | –    | –    | –    | –    | –    | –    | 02     |
| Asturias           | –    | 1    | –    | –    | –    | –    | –    | –    | –    | –    | –    | –    | –    | –    | –    | –    | –    | 01     |
| CD Cuautla         | –    | –    | –    | 1    | –    | –    | –    | –    | –    | –    | –    | –    | –    | –    | –    | –    | –    | 01     |
| CD Irapuato        | –    | –    | –    | 1    | –    | –    | –    | –    | –    | –    | –    | –    | –    | –    | –    | –    | –    | 01     |
| Jaguares           | –    | –    | –    | –    | –    | –    | –    | –    | –    | –    | –    | –    | –    | 1    | –    | –    | –    | 01     |
| FC Juárez          | –    | –    | –    | –    | –    | –    | –    | –    | –    | –    | –    | –    | –    | –    | –    | –    | 1    | 01     |
| CF Laguna          | –    | –    | –    | –    | –    | –    | –    | 1    | –    | –    | –    | –    | –    | –    | –    | –    | –    | 01     |
| San Sebastián León | –    | 1    | –    | –    | –    | –    | –    | –    | –    | –    | –    | –    | –    | –    | –    | –    | –    | 01     |
| CD Tampico         | –    | –    | 1    | –    | –    | –    | –    | –    | –    | –    | –    | –    | –    | –    | –    | –    | –    | 01     |
| U. de Guadalajara  | –    | –    | –    | –    | –    | –    | –    | 1    | –    | –    | –    | –    | –    | –    | –    | –    | –    | 01     |

### Teilnahme Mexikos am Konföderationen-Pokal
Mexiko ist mit sechs Teilnahmen zweithäufigster Teilnehmer nach Brasilien und konnte den FIFA-Konföderationen-Pokal einmal gewinnen.
| Jahr | Gastgeberland  | Teilnahme bis …    | Letzter Gegner                       | Ergebnis | Trainer                 | Bemerkungen und Besonderheiten |
| ---- | -------------- | ------------------ | ------------------------------------ | -------- | ----------------------- | --- |
| 1992 | Saudi-Arabien  | nicht qualifiziert |                                      |          |                         | |
| 1995 | Saudi-Arabien  | Spiel um Platz 3   | Nigeria                              | Dritter  | Miguel Mejía Barón      | Sieg im Elfmeterschießen |
| 1997 | Saudi-Arabien  | Vorrunde           | Australien, Brasilien, Saudi-Arabien | 5.       | Manuel Lapuente         | |
| 1999 | Mexiko         | Finale             | Brasilien                            | Sieger   | Manuel Lapuente         | |
| 2001 | Südkorea/Japan | Vorrunde           | Australien, Frankreich, Südkorea     | 8.       | Enrique Meza            | Teilnahme als Titelverteidiger |
| 2003 | Frankreich     | nicht qualifiziert |                                      |          |                         | |
| 2005 | Deutschland    | Spiel um Platz 3   | Deutschland                          | Vierter  | Ricardo La Volpe        | |
| 2009 | Südafrika      | nicht qualifiziert |                                      |          |                         | |
| 2013 | Brasilien      | Vorrunde           | Brasilien, Italien, Japan            | 6.       | José Manuel de la Torre | Qualifiziert als Sieger des CONCACAF Gold Cup 2011, nach zwei Niederlagen gegen Italien und Brasilien ausgeschieden. Ein Sieg gegen Japan im letzten Gruppenspiel verhinderte das Ausscheiden nicht mehr. |
| 2017 | Russland       | Spiel um Platz 3   | Portugal                             | Vierter  | Juan Carlos Osorio      | Qualifiziert als Sieger des CONCACAF Gold Cup 2015 und dem daraus resultierenden Entscheidungsspiel gegen den Gold-Cup-Gewinner 2013 (USA).                                                               |
| 1.   |                |                    |                                      |          |                         | |

## Teilnahme Mexikos an der Copa América
Mexiko nahm erstmals 1993 als Gastmannschaft an der Copa América teil, wo sie sofort Zweiter wurden, und seitdem an allen weiteren Copas. Dabei erreichten sie bis 2007 immer mindestens das Viertelfinale. 2011 schied Mexiko erstmals in der Vorrunde aus. Im Kader für die Copa 2011 standen aber nur drei Spieler des Kaders, der am 25. Juni den CONCACAF Gold Cup gewonnen hatte.
- Copa América 1993: Zweiter
- Copa América 1995: Viertelfinale (Niederlage gegen die USA – ebenfalls Gastmannschaft – im Elfmeterschießen)
- Copa América 1997: Dritter
- Copa América 1999: Dritter
- Copa América 2001: Zweiter
- Copa América 2004: Viertelfinale
- Copa América 2007: Dritter
- Copa América 2011: Vorrunde
- Copa América 2015: Vorrunde
- Copa América Centenario 2016: Viertelfinale
- Copa América 2024: Vorrunde

## Titel
- CONCACAF-Meisterschaft (3) bis 1989 – 1965, 1971, 1977
- CONCACAF Gold Cup (9) seit 1991 – 1993, 1996, 1998, 2003, 2009, 2011, 2015, 2019, 2023
- Konföderationen-Pokal (1) – 1999
- NAFC-Meisterschaft (3) – 1947, 1949, 1991
- CONCACAF Nations League (1) - 2025

## Kader
Die Tabelle nennt die Spieler, die im Kader für den CONCACAF Gold Cup 2019 standen.
- Stand der Leistungsdaten: 2. Juli 2019 (nach der Begegnung mit Haiti)

Für den Kader bei der Fußball-Weltmeisterschaft 2022, siehe:
| Nr.               | Name                | Verein                  | Länderspiel- einsätze | Länderspiel- tore | Geburtstag     | Debüt    |          |          |          |          |          |          |          |
| Torhüter          | Torhüter            | Torhüter                | Torhüter              | Torhüter          | Torhüter       | Torhüter | Torhüter | Torhüter | Torhüter | Torhüter | Torhüter | Torhüter | Torhüter |
| ----------------- | ------------------- | ----------------------- | --------------------- | ----------------- | -------------- | -------- | -------- | -------- | -------- | -------- | -------- | -------- | -------- |
| 1                 | Jonathan Orozco     | Santos Laguna           | 8                     | 0                 | 12. Mai 1986   | 2010     |          |          |          |          |          |          |          |
| 12                | Hugo González       | Club Necaxa             | 2                     | 0                 | 1. Aug 1990    | 2018     |          |          |          |          |          |          |          |
| 13                | Guillermo Ochoa     | Standard Lüttich        | 106                   | 0                 | 13. Juli 1985  | 2005     |          |          |          |          |          |          |          |
| Abwehrspieler     |                     |                         |                       |                   |                |          |          |          |          |          |          |          |          |
| 2                 | Néstor Araujo       | Celta Vigo              | 34                    | 3                 | 29. Aug. 1991  | 2011     |          |          |          |          |          |          |          |
| 3                 | Carlos Salcedo      | UANL Tigres             | 31                    | 0                 | 29. Sep. 1993  | 2015     |          |          |          |          |          |          |          |
| 5                 | Diego Reyes         | Fenerbahçe Istanbul     | 63                    | 2                 | 19. Sep. 1992  | 2011     |          |          |          |          |          |          |          |
| 15                | Héctor Moreno       | Real Sociedad           | 100                   | 4                 | 17. Jan. 1988  | 2007     |          |          |          |          |          |          |          |
| 17                | César Montes        | CF Monterrey            | 9                     | 0                 | 24. Feb. 1997  | 2017     |          |          |          |          |          |          |          |
| 19                | Fernando Navarro    | Club León               | 2                     | 1                 | 18. April 1989 | 2019     |          |          |          |          |          |          |          |
| 21                | Luis Rodríguez      | UANL Tigres             | 16                    | 1                 | 21. Jan. 1991  | 2015     |          |          |          |          |          |          |          |
| 23                | Jesús Gallardo      | CF Monterrey            | 40                    | 0                 | 15. Aug. 1994  | 2016     |          |          |          |          |          |          |          |
| Mittelfeldspieler |                     |                         |                       |                   |                |          |          |          |          |          |          |          |          |
| 4                 | Edson Álvarez       | Club América            | 27                    | 1                 | 24. Okt. 1997  | 2017     |          |          |          |          |          |          |          |
| 6                 | Jonathan dos Santos | LA Galaxy               | 45                    | 2                 | 26. Apr. 1990  | 2009     |          |          |          |          |          |          |          |
| 7                 | Orbelín Pineda      | CD Cruz Azul            | 18                    | 1                 | 24. Mär. 1996  | 2016     |          |          |          |          |          |          |          |
| 8                 | Carlos Rodríguez    | CF Monterrey            | 7                     | 0                 | 3. Jan. 1997   | 2019     |          |          |          |          |          |          |          |
| 10                | Luis Montes         | Club León               | 25                    | 5                 | 15. Mai 1986   | 2013     |          |          |          |          |          |          |          |
| 11                | Roberto Alvarado    | CD Cruz Azul            | 13                    | 2                 | 7. Sept. 1998  | 2018     |          |          |          |          |          |          |          |
| 16                | Erick Gutiérrez     | PSV Eindhoven           | 17                    | 0                 | 15. Juni 1995  | 2016     |          |          |          |          |          |          |          |
| 18                | Andrés Guardado     | Betis Sevilla           | 158                   | 28                | 28. Sep. 1986  | 2005     |          |          |          |          |          |          |          |
| 22                | Uriel Antuna        | LA Galaxy               | 7                     | 4                 | 21. Aug. 1997  | 2019     |          |          |          |          |          |          |          |
| Stürmer           |                     |                         |                       |                   |                |          |          |          |          |          |          |          |          |
| 9                 | Raúl Jiménez        | Wolverhampton Wanderers | 77                    | 22                | 5. Mai 1991    | 2013     |          |          |          |          |          |          |          |
| 20                | Rodolfo Pizarro     | CF Monterrey            | 21                    | 4                 | 15. Feb. 1994  | 2014     |          |          |          |          |          |          |          |
| 14                | Alexis Vega         | Deportivo Guadalajara   | 5                     | 1                 | 25. Nov. 1997  | 2019     |          |          |          |          |          |          |          |
| Trainerstab       |                     |                         |                       |                   |                |          |          |          |          |          |          |          |          |
|                   | Gerardo Martino     | Trainer                 | 0                     | 0 0               | 20. Nov. 1962  | 2019     |          |          |          |          |          |          |          |

1. ↑  Nummern gemäß FIFA-Kaderliste (Seite nicht mehr abrufbar, festgestellt im Dezember 2018. Suche in Webarchiven)  Info: Der Link wurde automatisch als defekt markiert. Bitte prüfe den Link gemäß Anleitung und entferne dann diesen Hinweis..

## Rekordspieler
Mexiko hat mit 18 Spielern seit dem 7. September 2024 die meisten Spieler mit 100 Länderspielen, wobei einige Spiele von der FIFA nicht berücksichtigt werden, da sie u. a. beim Gold Cup gegen Guadeloupe oder Martinique stattfanden, die nicht Mitglied der FIFA sind (Anzahl der von der FIFA berücksichtigten Spiele in Klammern). Mexikanischer und CONCACAF-Rekordnationalspieler ist Andrés Guardado, der am 27. September 2022 mit seinem 179. Spiel Claudio Suárez ablöste, der 25 Jahre lang Rekordnationalspieler war. Beide spielten viermal zusammen für Mexiko. Nur acht Spieler haben mehr Länderspiele als Guardado bestritten.
| Rang | Name                | Einsätze  | Tore | Position   | Zeitraum  | WM-Spiele | Gold-Cup-Spiele | Copa-América-Spiele |
| ---- | ------------------- | --------- | ---- | ---------- | --------- | --------- | --------------- | ------------------- |
| 01.  | Andrés Guardado     | 182 (180) | 28   | Abwehr     | 2005–2024 | 13        | 25              | 7                   |
| 02.  | Claudio Suárez      | 178 (177) | 6    | Abwehr     | 1992–2006 | 8         | 15              | 22                  |
| 03.  | Guillermo Ochoa     | 152 (151) | 0    | Tor        | 2004–     | 11        | 25              | 5                   |
| 04.  | Rafael Márquez      | 147 (148) | 17   | Abwehr     | 1997–2018 | 19        | 12              | 18                  |
| 05.  | Pavel Pardo         | 147 (146) | 10   | Mittelfeld | 1996–2009 | 7         | 13              | 11                  |
| 06.  | Gerardo Torrado     | 146 (144) | 6    | Mittelfeld | 1999–2013 | 11        | 20              | 18                  |
| 07.  | Héctor Moreno       | 132       | 5    | Abwehr     | 2007-     | 12        | 14              | 4                   |
| 08.  | Jorge Campos        | 130 (129) | 0    | Tor        | 1991–2003 | 8         | 9               | 15                  |
| 09.  | Carlos Salcido      | 124 (123) | 9    | Abwehr     | 2001–2014 | 10        | 16              | 0                   |
| 10.  | Ramón Ramírez       | 121 (119) | 15   | Mittelfeld | 1991–2000 | 5         | 16              | 13                  |
| 11.  | Cuauhtémoc Blanco   | 120 (119) | 39   | Angriff    | 1995–2010 | 11        | 12              | 15                  |
| 12.  | Alberto García Aspe | 110 (109) | 21   | Angriff    | 1988–2002 | 8         | 3               | 18                  |
| 13.  | Chicharito          | 109       | 52   | Angriff    | 2009–2019 | 12        | 7               | 4                   |
|      | Raúl Jiménez        | 109 (107) | 33   | Angriff    | 2013–     | 6         | 12              | 6                   |
| 15.  | Francisco Rodríguez | 108 (107) | 1    | Abwehr     | 2004–2015 | 9         | 16              | 2                   |
| 16.  | Giovani dos Santos  | 107 (106) | 19   | Angriff    | 2007–     | 9         | 15              | 3                   |
| 17.  | Héctor Herrera      | 105       | 10   | Mittelfeld | 2012–     | 10        | 12              | 4                   |
| 18.  | Jesús Gallardo      | 101 (99)  | 2    | Abwehr     | 2016–     | 7         | 22              | 0                   |
| 1.   |                     |           |      |            |           |           |                 |                     |

Quellen: rsssf.org: Mexico – Record International Players (Stand: 19. November 2024 zuletzt aktualisiert am 10. Januar 2025)

### Rekordtorschützen
| Rang | Name               | Tore    | Einsätze  | Quote | Zeitraum  | WM-Tore | Gold-Cup-Tore | Copa-América-Tore |
| ---- | ------------------ | ------- | --------- | ----- | --------- | ------- | ------------- | ----------------- |
| 01.  | Chicharito         | 52      | 109       | 0,48  | 2009–2019 | 4       | 8             | 1                 |
| 02.  | Jared Borgetti     | 46      | 89 (88)   | 0,52  | 1997–2008 | 2       | 7             | 2                 |
| 03.  | Cuauhtémoc Blanco  | 39      | 120 (119) | 0,33  | 1995–2010 | 3       | 5             | 5                 |
| 04.  | Carlos Hermosillo  | 35      | 90        | 0,39  | 1984–1997 |         | 3             |                   |
|      | Luis Hernández     | 35      | 85        | 0,41  | 1995–2002 | 4       | 5             | 9                 |
|      | Raúl Jiménez       | 35 (34) | 109 (108) | 0,32  | 2013–     | 0       | 7             | 1                 |
| 07.  | Enrique Borja      | 31      | 65        | 0,48  | 1966–1975 | 1       | 1             |                   |
| 08.  | Luis Roberto Alves | 30      | 84        | 0,36  | 1988–2002 |         | 12            | 2                 |
| 09.  | Luis Flores        | 29      | 60        | 0,48  | 1983–1993 | 1       |               |                   |
|      | Luis García        | 29      | 77        | 0,37  | 1991–1999 | 2       | 3             | 4                 |
| 11.  | Benjamín Galindo   | 28      | 65        | 0,43  | 1983–1997 | 0       | 4             | 1                 |
|      | Andrés Guardado    | 28      | 182 (180) | 0,15  | 2005–2024 | 1       | 12            | 1                 |
| 13.  | Hugo Sánchez       | 27      | 55        | 0,49  | 1977–1998 | 1       | 8             | 1                 |
| 14.  | Oribe Peralta      | 25      | 67        | 0,37  | 2005–2018 | 1       | 5             | 1                 |

## Weitere bekannte Spieler
- Francisco Palencia
- Manuel Negrete
- Antonio Carbajal
- Braulio Luna
- Ricardo Osorio
- Jesús Arellano
- Omar Bravo
- Francisco Fonseca
- Guillermo Ochoa
- Giovani Dos Santos

## Übersicht der Nationaltrainer
Die nachstehende Übersicht beinhaltet alle bisherigen Trainer der Nationalmannschaft Mexikos. Die numerische Berücksichtigung erfolgt anhand ihres jeweiligen Debüts. Trainer, die die Nationalmannschaft mehrmals betreut haben, sind jeweils nur einmal aufgeführt. Am 19. Oktober 2010 wurde José Manuel de la Torre als nunmehr 38. Trainer der „Tri“ verpflichtet. Nach knapp drei Jahren im Amt wurde er am 7. September 2013 entlassen. Als Nachfolger wurde am 12. September Víctor Manuel Vucetich benannt, der aber am 17. Oktober wieder entlassen wurde, nachdem sich Mexiko nicht direkt für die WM qualifizieren konnte. Derzeitiger Nationaltrainer ist seit dem 7. Januar 2019 Gerardo Martino. Am 10. Februar 2023 übernahm der Argentinier Diego Cocca das Traineramt der El Tri.
| Lfd. Nr. | Name                                   | Debüt      | Zeitraum                                     | Spiele       |
| -------- | -------------------------------------- | ---------- | -------------------------------------------- | ------------ |
| 1        | Adolfo Frías Beltrán                   | 01.01.1923 | 1923                                         | 6            |
| 2        | Alfonso Roja de la Vega                | 30.05.1928 | 1928                                         | 2            |
| 3        | Juan Luque de Serrallonga              | 13.07.1930 | 1930                                         | 3            |
| 4        | Rafael Garza Gutiérrez                 | 04.03.1934 | 1934 1937–1938 1949                          | 4 8 4        |
| 5        | Alfred C. Crowle                       | 27.03.1935 | 1935                                         | 5            |
| 6        | Jorge Orth                             | 13.07.1947 | 1947                                         | 2            |
| 7        | Abdel Ramírez Herrera                  | 02.08.1948 | 1948                                         | 1            |
| 8        | Octavio Vial                           | 26.05.1950 | 1950                                         | 5            |
| 9        | Antonio López Herranz1                 | 23.03.1952 | 1952–1958                                    | 22           |
| 10       | Horacio Casarín                        | 19.07.1953 | 1953                                         | 1            |
| 11       | Ignacio Trelles                        | 20.10.1957 | 1957 1960–1962 1965–1969 1975–1976 1990–1991 | 2 27 56 13 8 |
| 12       | Fernando Marcos                        | 01.03.1959 | 1959                                         | 3            |
| 13       | Árpád Fekete                           | 24.03.1963 | 1963                                         | 3            |
| 14       | Raúl Cárdenas                          | 16.10.1968 | 1968–1970 1979–1981                          | 31 28        |
| 15       | Diego Mercado                          | 27.11.1969 | 1969                                         | 5            |
| 16       | Javier de la Torre                     | 30.09.1970 | 1970–1973                                    | 38           |
| 17       | Ignacio Jáuregui                       | 31.03.1974 | 1974                                         | 3            |
| 18       | José Antonio Roca                      | 01.02.1977 | 1977–1978                                    | 20           |
| 19       | José Moncebáez                         | 06.01.1979 | 1979                                         | 3            |
| 20       | Gustavo Peña                           | 10.06.1979 | 1979                                         | 1            |
| 21       | Bora Milutinović                       | 15.03.1983 | 1983–1986 1995–1997                          | 57 47        |
| 22       | Mario Velarde                          | 17.01.1987 | 1987–1989                                    | 15           |
| 23       | Alberto Guerra                         | 14.02.1989 | 1989                                         | 3            |
| 24       | Manuel Lapuente                        | 12.12.1990 | 1990–1991 1997–2000                          | 11 56        |
| 25       | César Luis Menotti                     | 20.11.1991 | 1991–1992                                    | 19           |
| 26       | Cayetano Rodríguez                     | 07.10.1992 | 1992                                         | 1            |
| 27       | Miguel Mejía Barón                     | 20.01.1993 | 1993–1995                                    | 54           |
| 28       | Ricardo Ferretti                       | 29.06.1993 | 1993                                         | 1            |
| 29       | Gustavo Vargas                         | 16.02.1999 | 1999                                         | 2            |
| 30       | Mario Carrillo                         | 14.04.1999 | 1999                                         | 1            |
| 31       | Hugo Sánchez                           | 04.06.2000 | 2000 2007–2008                               | 3 25         |
| 32       | Enrique Meza                           | 20.09.2000 | 2000–2001 2010                               | 19 1         |
| 33       | Javier Aguirre                         | 01.07.2001 | 2001–2002 2009–2010                          | 27 32        |
| 34       | Ricardo La Volpe                       | 04.02.2003 | 2003–2006                                    | 71           |
| 35       | José de Jesús Ramírez Ruvalcaba        | 16.04.2008 | 2008                                         | 5            |
| 36       | Sven-Göran Eriksson                    | 20.08.2008 | 2008–2009                                    | 13           |
| 37       | Efraín Flores                          | 04.09.2010 | 2010                                         | 3            |
| 38       | José Manuel de la Torre                | 09.02.2011 | 2010–2013                                    | 49           |
| 39       | Luis Fernando Tena (als Interimscoach) | 10.09.2013 | 2013                                         | 1            |
| 40       | Víctor Manuel Vucetich                 | 11.10.2013 | 2013                                         | 2            |
| 41       | Miguel Herrera                         | 13.11.2013 | 2013–2015                                    | 36           |
| 42       | Ricardo Ferretti                       | 04.09.2015 | 2015                                         | 4            |
| 43       | Juan Carlos Osorio                     | 14.10.2015 | 2015–2018                                    | 53           |
| 44       | Ricardo Ferretti (Interim)             | 08.09.2018 | 2018                                         | 6            |
| 45       | Gerardo Martino                        | 22.03.2019 | 2019–2022                                    | 43           |
| 46       | Diego Cocca                            | 10.02.2023 | 2023                                         | 7            |
| 46       | Jaime Lozano                           | 20.06.2023 | 2023–2024                                    | 21           |

### Erläuterungen
1: Während der Amtszeit von López Herranz waren die unter den Nummern 10 und 11 genannten Horacio Casarín (einmal) und Ignacio Trelles (zweimal) kurzfristig ersatzweise im Einsatz. 

## Länderspielbilanzen
Siehe: Liste der Länderspiele der mexikanischen Fußballnationalmannschaft

## Länderspiele gegen deutschsprachige Fußballnationalmannschaften
|     | Datum         | Ort                   | Heimmannschaft | Resultat             | Gastmannschaft | Anlass                      |
| --- | ------------- | --------------------- | -------------- | -------------------- | -------------- | --------------------------- |
| 1.  | 02. Juli 1950 | Porto Alegre ()       | Mexiko         | 1:2                  | Schweiz        | WM-Vorrunde                 |
| 2.  | 19. Juni 1966 | Lausanne              | Schweiz        | 1:1                  | Mexiko         |                             |
| 3.  | 05. Jan. 1967 | Mexiko-Stadt          | Mexiko         | 3:0                  | Schweiz        |                             |
| 4.  | 08. Jan. 1967 | Guadalajara           | Mexiko         | 0:2                  | Schweiz        |                             |
| 5.  | 22. Dez. 1968 | Mexiko-Stadt          | Mexiko         | 0:0                  | BRD            |                             |
| 6.  | 16. Aug. 1971 | Guadalajara           | Mexiko         | 0:1                  | DDR            |                             |
| 7.  | 08. Sep. 1971 | Hannover              | BRD            | 5:0                  | Mexiko         |                             |
| 8.  | 18. Sep. 1971 | Leipzig               | DDR            | 1:1                  | Mexiko         |                             |
| 9.  | 14. Juni 1977 | Mexiko-Stadt          | Mexiko         | 2:2                  | BRD            |                             |
| 10. | 06. Juni 1978 | Córdoba ()            | BRD            | 6:0                  | Mexiko         | WM-Vorrunde                 |
| 11. | 11. Aug. 1984 | Ost-Berlin            | DDR            | 1:1                  | Mexiko         |                             |
| 12. | 06. Feb. 1985 | Santiago de Querétaro | Mexiko         | 1:2                  | Schweiz        |                             |
| 13. | 15. Juni 1985 | Mexiko-Stadt          | Mexiko         | 2:0                  | BRD            | Azteca 2000 Cup             |
| 14. | 15. Feb. 1986 | San José ()           | Mexiko         | 1:2                  | DDR            |                             |
| 15. | 21. Juni 1986 | Monterrey             | Mexiko         | 0:0 n. V., 1:4 i. E. | BRD            | WM-Viertelfinale            |
| 16. | 14. Okt. 1992 | Dresden               | Deutschland    | 1:1                  | Mexiko         |                             |
| 17. | 22. Dez. 1993 | Mexiko-Stadt          | Mexiko         | 0:0                  | Deutschland    |                             |
| 18. | 26. Jan. 1994 | Oakland ()            | Mexiko         | 1:5                  | Schweiz        |                             |
| 19. | 29. Juni 1998 | Montpellier ()        | Deutschland    | 2:1                  | Mexiko         | WM-Achtelfinale             |
| 20. | 29. Juni 2005 | Leipzig               | Deutschland    | 4:3 n. V.            | Mexiko         | Confed-Cup Spiel um Platz 3 |
| 21. | 29. Juni 2017 | Sotschi ()            | Deutschland    | 4:1                  | Mexiko         | Confed-Cup-Halbfinale       |
| 22. | 17. Juni 2018 | Moskau ()             | Deutschland    | 0:1                  | Mexiko         | WM-Gruppenspiel             |

Bisher gab es keine Spiele gegen Österreich und Liechtenstein.